# Salganea triangulifera
Salganea triangulifera är en kackerlacksart som beskrevs av Hanitsch 1933. Salganea triangulifera ingår i släktet Salganea och familjen jättekackerlackor. Inga underarter finns listade i Catalogue of Life.